# Pruttkudde

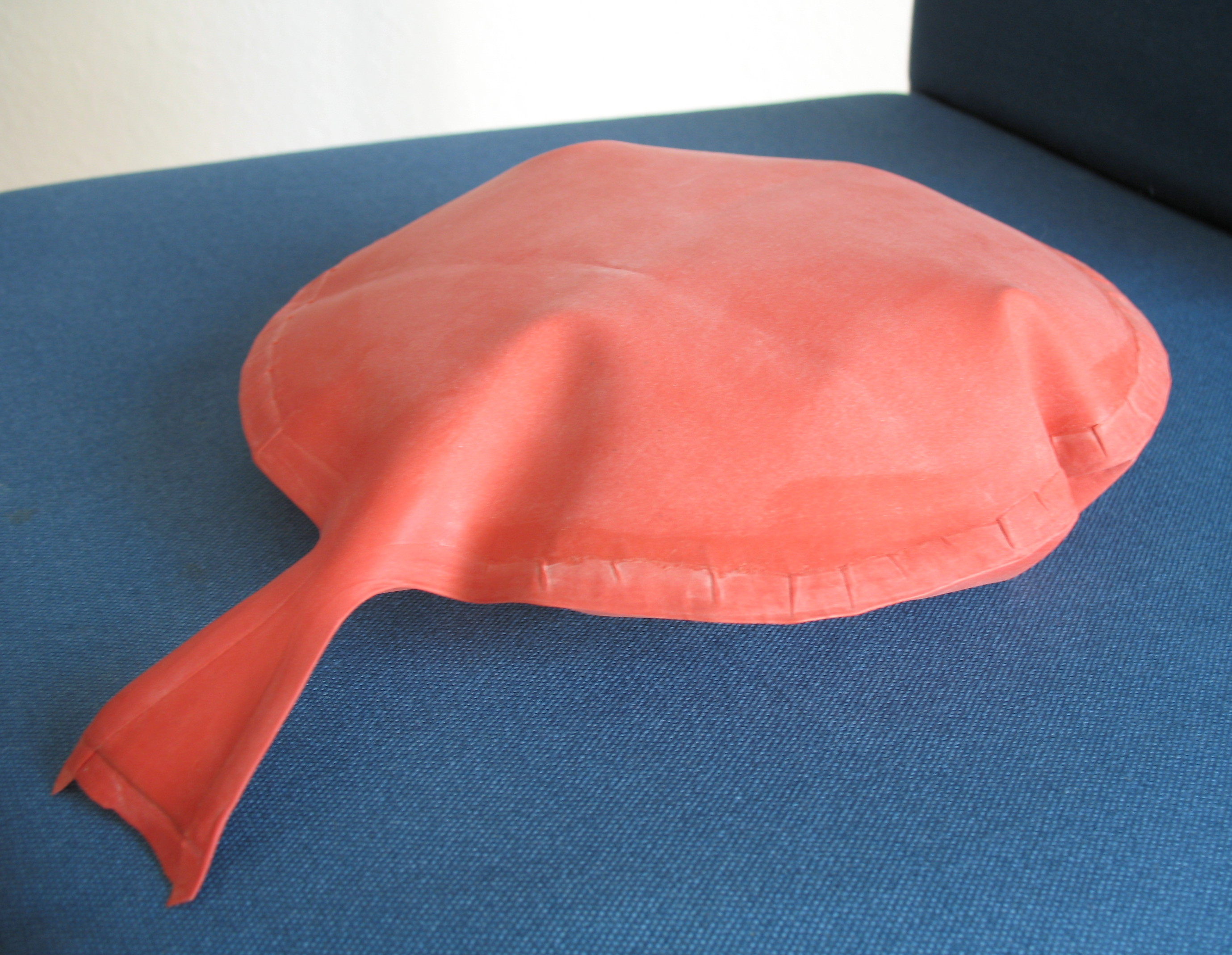
Klassisk pruttkudde av gummi.

En pruttkudde är en skämtartikel som består av en gummiblåsa, som går att blåsa upp. Om man sedan lägger den på en stol som en ovetande person sätter sig på, uppstår ett ljud som låter som om personen ifråga är flatulent och av misstag avger socialt oacceptabla och illaluktande gaser ur ändtarmen.

## Historik
Pruttkuddar användes redan under antiken. Den romerska kejsaren Heliogabalus tyckte mycket om att skämta och placerade därför ofta pruttkuddar på sina mera pompösa middagsgästers stolar.

## Olika typer av pruttkuddar

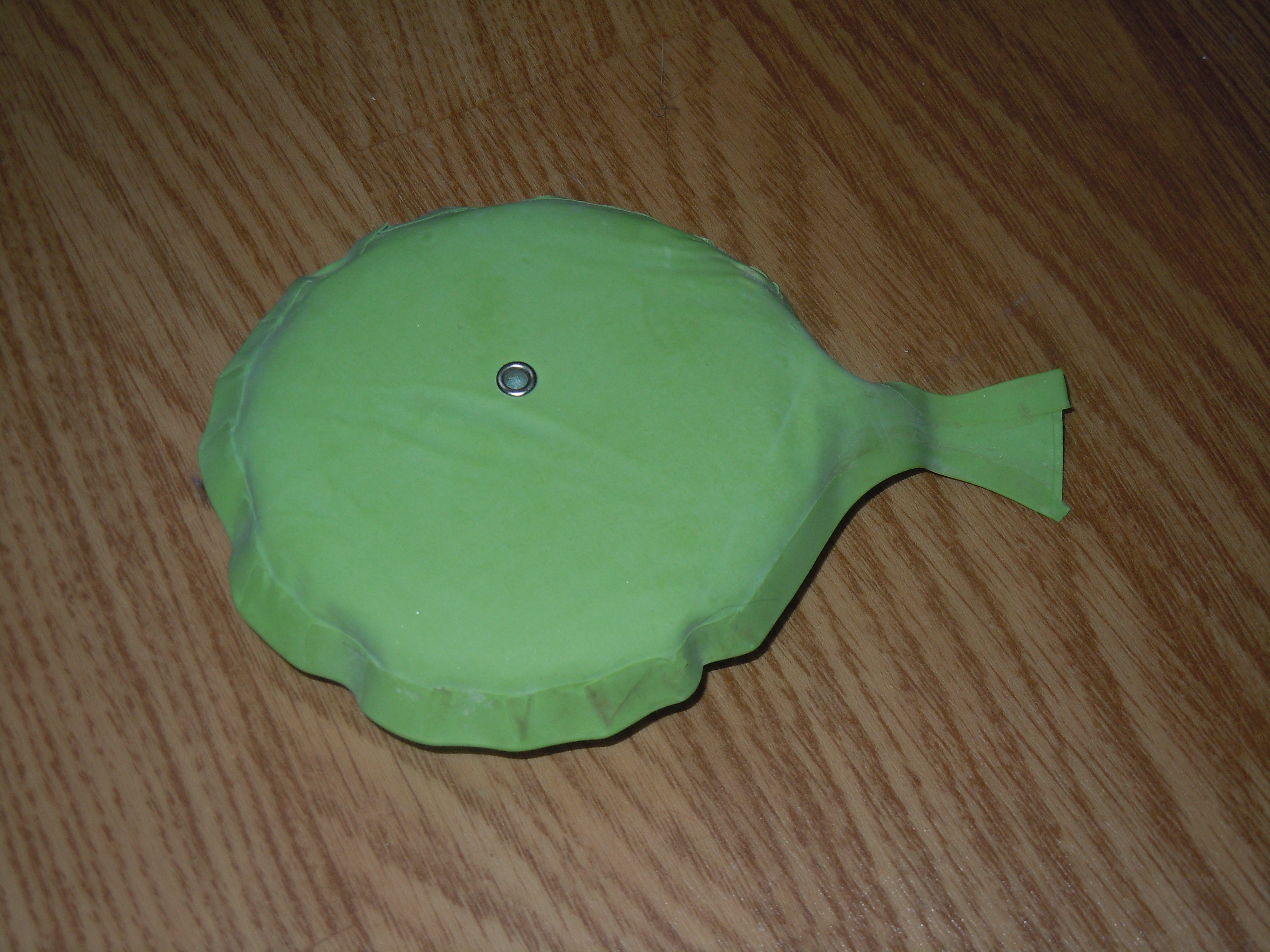
En "avancerad" pruttkudde av gummi, fylld med skumgummi.

Det finns i huvudsak två olika typer av pruttkuddar:
- Den ursprungliga och enkla typen ger ett kraftigare pruttljud, men är omständligare eftersom man själv måste blåsa upp den mellan varje prutt.
- En mera avancerad variant, som blåser upp sig själv efter varje prutt. Den fungerar så att den har ett litet hål på ovansidan och är fylld med skumgummi vilket expanderar av sig självt (efter att det tryckts ihop vid själva prutten) varvid luft sugs in genom det lilla hålet. När någon sätter sig på pruttkudden är dock det lilla hålet för litet för att snabbt släppa ut luften, så då pressas istället (det mesta av) luften ut "pruttvägen".

En nackdel med den självuppblåsande varianten är att skumgummifyllningen dämpar de vibrationer som den som sätter sig på pruttkudden erfar i trakten kring analöppningen då luften pressas ut, så därmed har den inte riktigt samma skämtvärde som den traditionella varianten.